# Steven van der Meulen

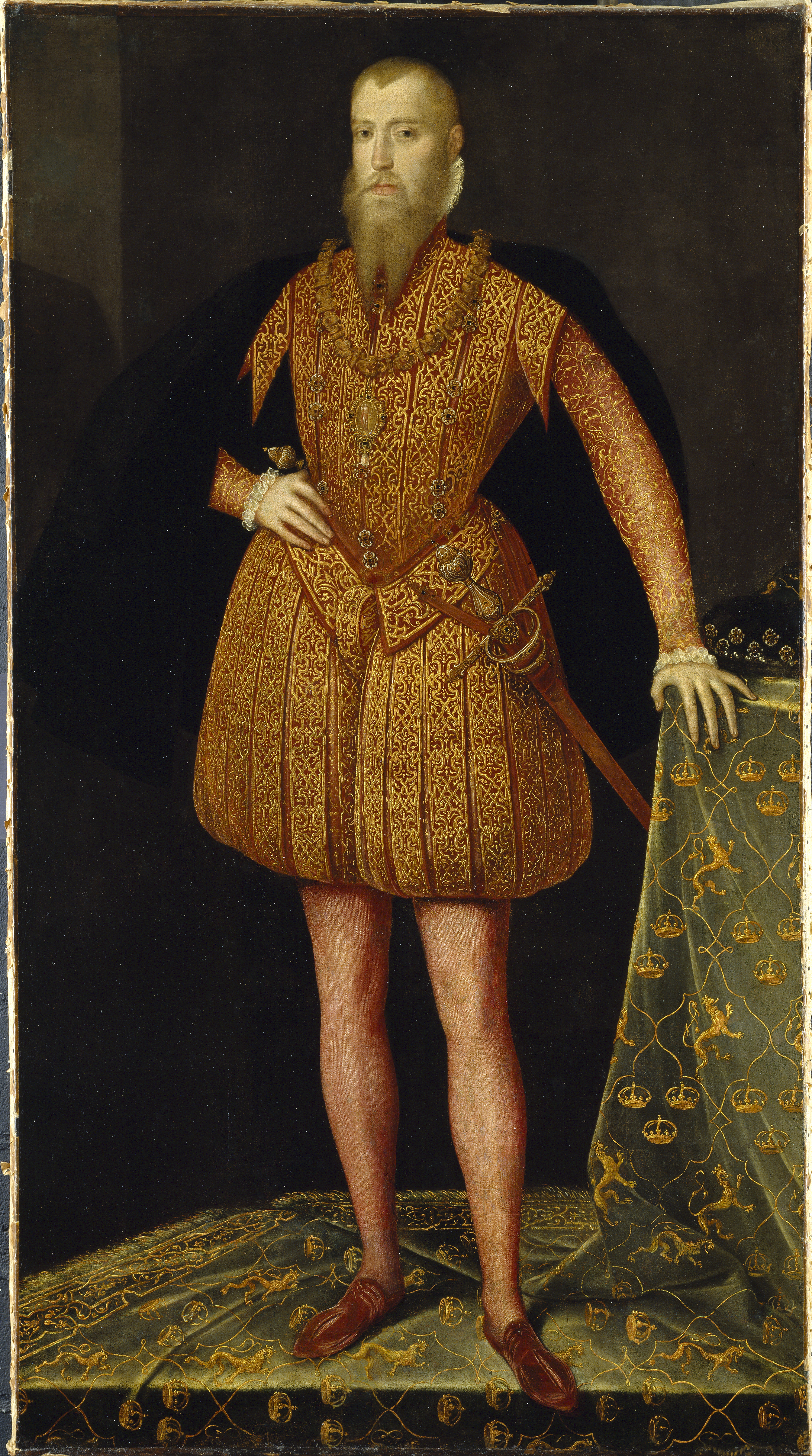
Erik XIV, målad av Steven van der Meulen 1561.

Steven van der Meulen, även känd som Staffan Conterfejare, född i Antwerpen, död omkring 1563/1564 i London, var en nederländsk-engelsk målare.
Meulen studerade målning för Willem van Cleve i Antwerpen 1543 och är påvisbar som mästare i Antwerpen 1552. Han flyttade till England och återfinns i engelska noteringar från 1560 och han blev naturaliserad engelsman 1562. Meulen besökte Sverige tillsammans med John Dymock 1561 i samband med Erik XIV:s äktenskapsförhandlingar med drottning Elisabeth av England. Meulens uppgift vid förhandlingarna var att utföra ett porträtt av Erik XIV som skulle medföras av Erik XIV:s sändebud Nils Sture till drottningen i England. Porträttet som är i helfigur kom senare att ingå i en slottssamling som 1932 såldes ut via en engelsk konsthall. Porträttet inköptes av Svenska staten och ingår numera i Gripsholmssamlingen. Porträttet är den största av alla avbildningar av Erik XIV och samtidigt anses det vara det mest konstnärligt värdefulla av alla bevarade porträtt av Erik XIV. En kopia i mindre format av målningen finns på Nationalmuseum i Stockholm.